# Vizcaya (1894)
El Vizcaya fue un crucero acorazado de la Armada Española de la clase Infanta María Teresa botado al agua en Sestao (España) en 1891 y fue hundido en Santiago de Cuba durante la batalla naval de Santiago de Cuba en 1898. Su perfil aparece en el escudo heráldico de la localidad vizcaína donde se botó.
Formó parte de la Escuadra del Almirante Cervera durante la guerra de Cuba.

"…Y así es que no nos cansaremos de decir que los buques eran magníficos; que en instrucción no cedían a los mejores de cualquier marina del mundo".
Víctor M. Concas y Palau, La Escuadra del Almirante Cervera

## Tipo

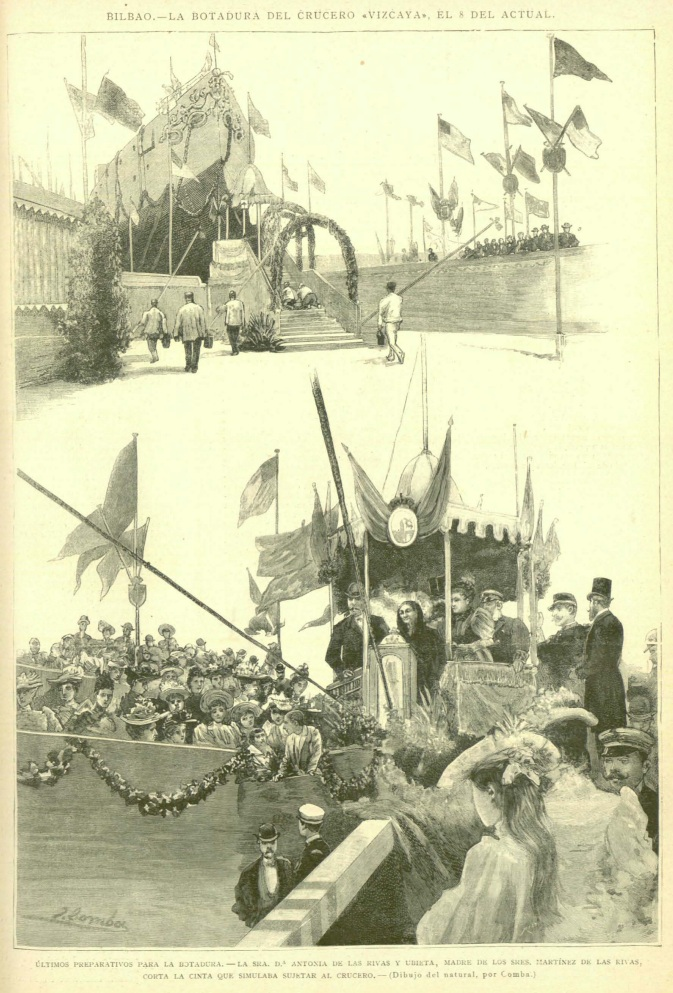
Últimos preparativos para la botadura del 8 de julio de 1891: Antonia de las Rivas y Ubieta corta la cinta que simulaba sujetar al crucero (dibujo al natural de Juan Comba García; grabado de Bernardo Rico y Ortega).

El Vizcaya y sus dos hermanos gemelos, el Infanta María Teresa y Almirante Oquendo eran versiones más grandes de la clase de cruceros británicos, clase Orlando -que desplazaba 5000 t., con un blindaje basado en el mismo principio, pero siendo unas versiones mayores y con una artillería más potentes.
Estos buques, catalogados como cruceros protegidos de 1ª clase, eran también catalogados como cruceros acorazados por otras marinas, ya que, pese a su escaso desplazamiento (6890 t), su protección (cinturón blindado de 305-254 mm y barbetas 229 mm) era muy superior a la habitual en los cruceros protegidos (de 70 a 152 mm, salvo excepciones). Por lo tanto, se debe tener en cuenta la posibilidad de designar, o localizar designados, a estos buques de las dos formas.
Buques excelentes sobre el papel, aunque con una acusada debilidad en la superestructura donde se asentaba toda la batería media, en la práctica y debido especialmente al secular retraso de la industria española acabaron quedando por debajo de lo esperado de ellos.

## Blindaje

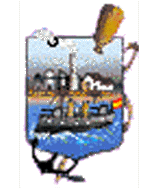
El crucero Vizcaya aparece en el escudo oficial de Sestao.

Un estrecho cinturón blindado cubría las dos terceras partes de la línea de flotación en el centro del buque, con la cubierta blindada plana sobre el cinturón, pero curvándose hacia abajo en los extremos, con un glacis inclinado blindado sobre la sala de máquinas. Se colocaron anchas carboneras sobre el cinturón, con un grupo de carboneras más estrechas a los lados de la sala de máquinas por debajo de la línea de flotación. Tenían su mayor debilidad en sus altas bandas, donde se situaban las piezas de medio y pequeño calibre sin más protección que las que les proporcionaban los manteletes de las piezas y el propio costado del buque, dejando desprotegidos a los sirvientes de las baterías.
Como todos los buques de guerra de la época, a pesar de estar construidos en acero aún utilizaban profusamente la madera tanto para elementos decorativos como el mobiliario, las cubiertas y los aparejos, haciendo al Vizcaya y sus otros compañeros de flota sumamente susceptibles al fuego.

## Disposición del armamento
Los cañones González Hontoria de 280 mm se colocaron a proa y a popa, junto con cañones de repetición de 140 mm sobre la cubierta superior detrás de pantallas protectoras. Los tubos lanzatorpedos, situados a proa, fueron el gran error de la Armada Española, al basar en estos su planteamiento ofensivo, aun cuando sus torpedos tenían un alcance máximo de 800 m.

## Historia

Perfil del Vizcaya con su aspecto en 1898

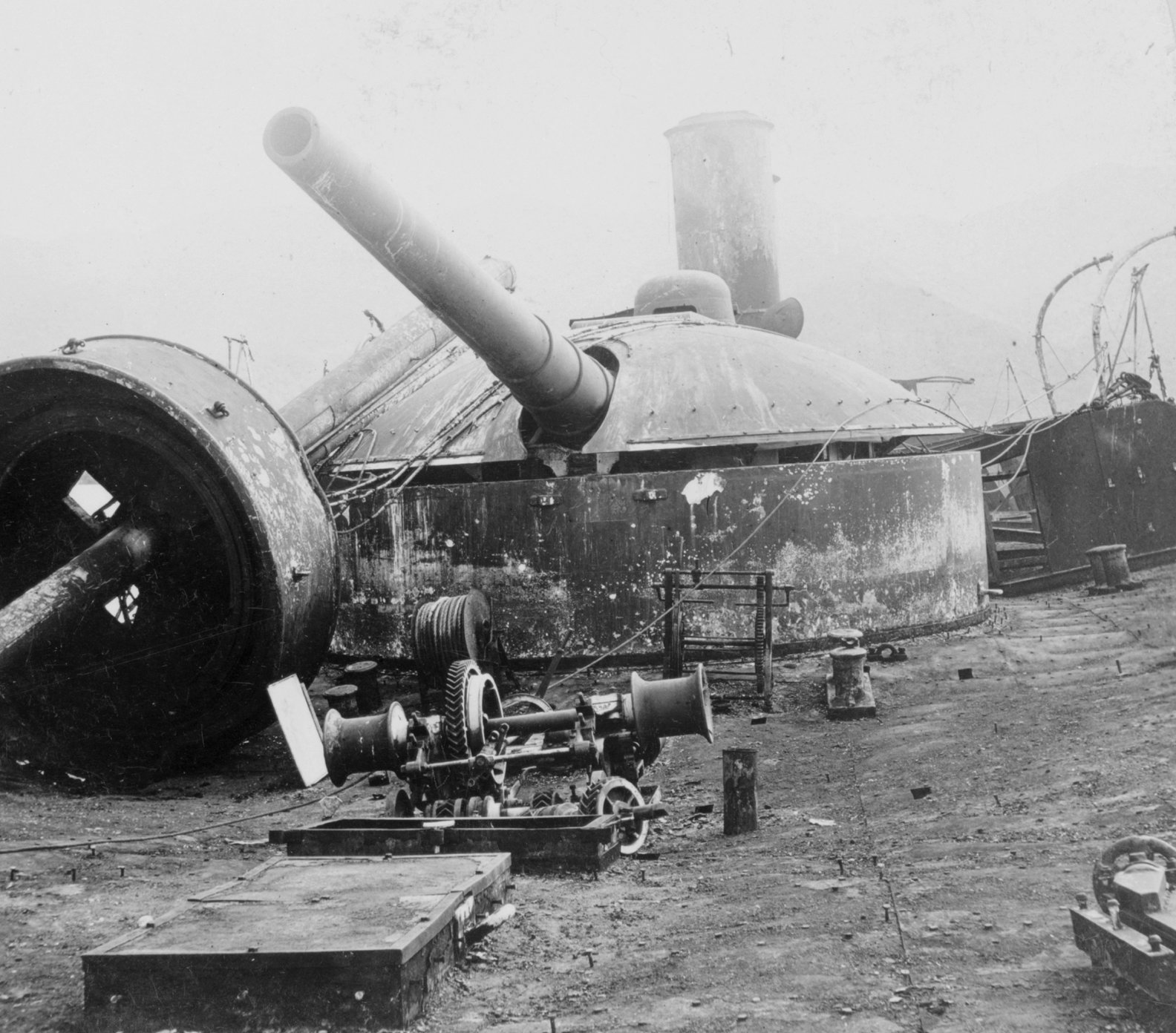
Una de las torres del Vizcaya destruida tras la batalla naval de Santiago de Cuba.

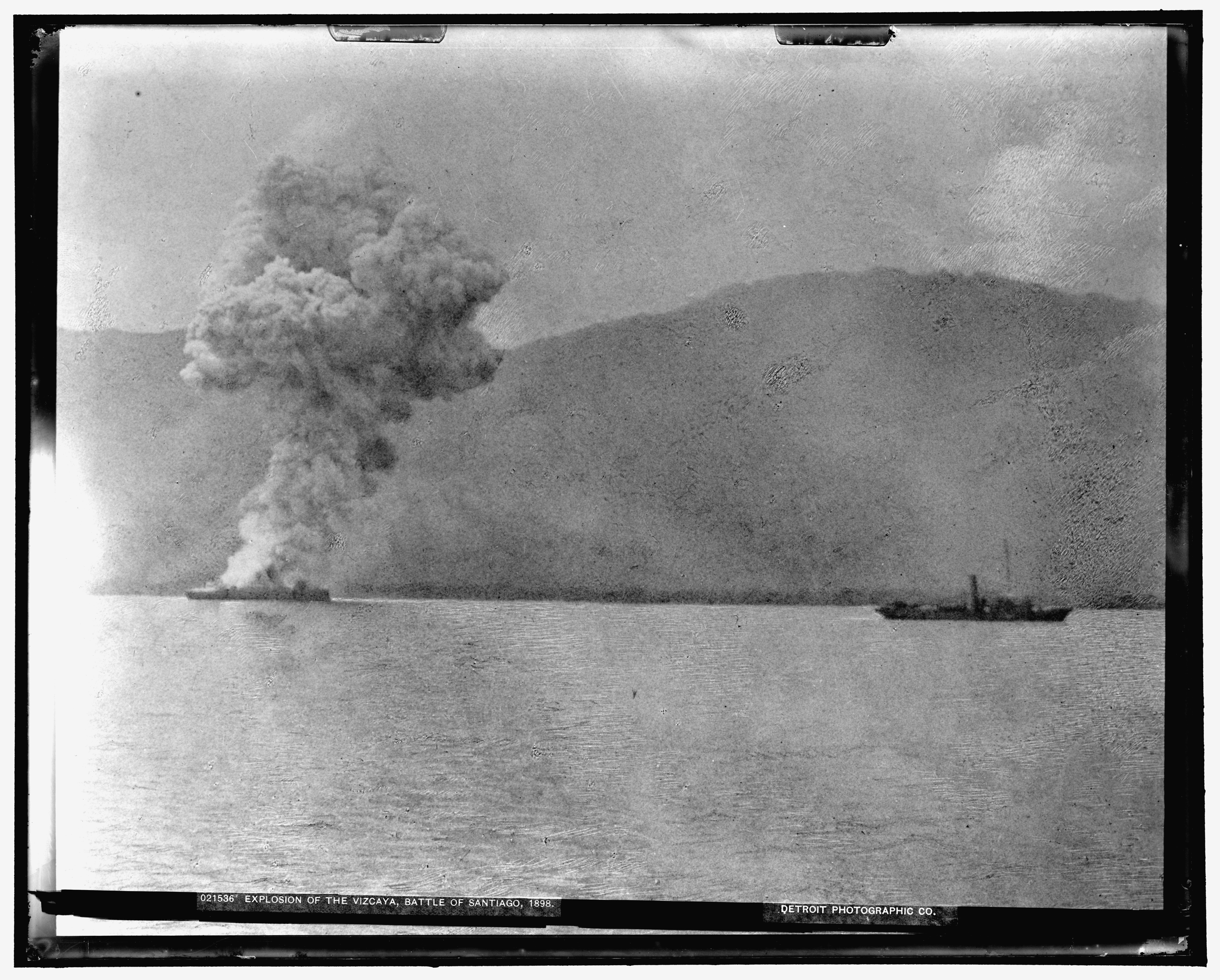
Momento en que el Vizcaya explosiona en la batalla naval de Santiago de Cuba.

El Vizcaya fue enviado a Nueva York a principios de 1898 como intercambio con la visita "amistosa" del USS Maine a La Habana. Después de la destrucción del Maine, volvió a España y se unió a la flota de almirante Cervera. Muy pronto el Vizcaya volvía a cruzar el Atlántico por última vez. Fue bloqueado en Santiago de Cuba con el resto de la fuerza de Cervera. 
El Vizcaya fue la segunda nave en salir del puerto el 3 de julio de 1898. Sufriendo el fuego americano durante la batalla de Santiago, encajó 4 obuses de 203 mm, 9 de calibre medio y 12 de calibre ligero. El capitán Antonio Eulate encalló el Vizcaya en las rocas cerca de Aserradero, en las cercanías de Santiago y se entregó para evitar mayores pérdidas de vidas de su tripulación. Cuando el capitán Eulate fue traído herido a bordo del USS Iowa, echó un vistazo a su navío ardiente, y levantando la mano en saludo dijo: "Adiós, Vizcaya". Como si fuera una señal, el compartimiento delantero del crucero estalló en cuanto las palabras salieron de sus labios.
Cuando la marina de guerra de los Estados Unidos examinó las ruinas de la flota española después de la guerra, el Vizcaya fue declarado como pérdida total. Aún hoy puede observarse a lo lejos desde la carretera Granma, cerca de Aserradero, en el mar, una de sus silenciosas torretas con su cañón.
En la actualidad se ha creado el Parque Subacuático Batalla Naval de Santiago de Cuba para preservar los pecios de los barcos y realizar homenaje a los valientes marinos que perecieron en el lugar. Se pueden realizar inmersiones acuáticas.

## Pecio

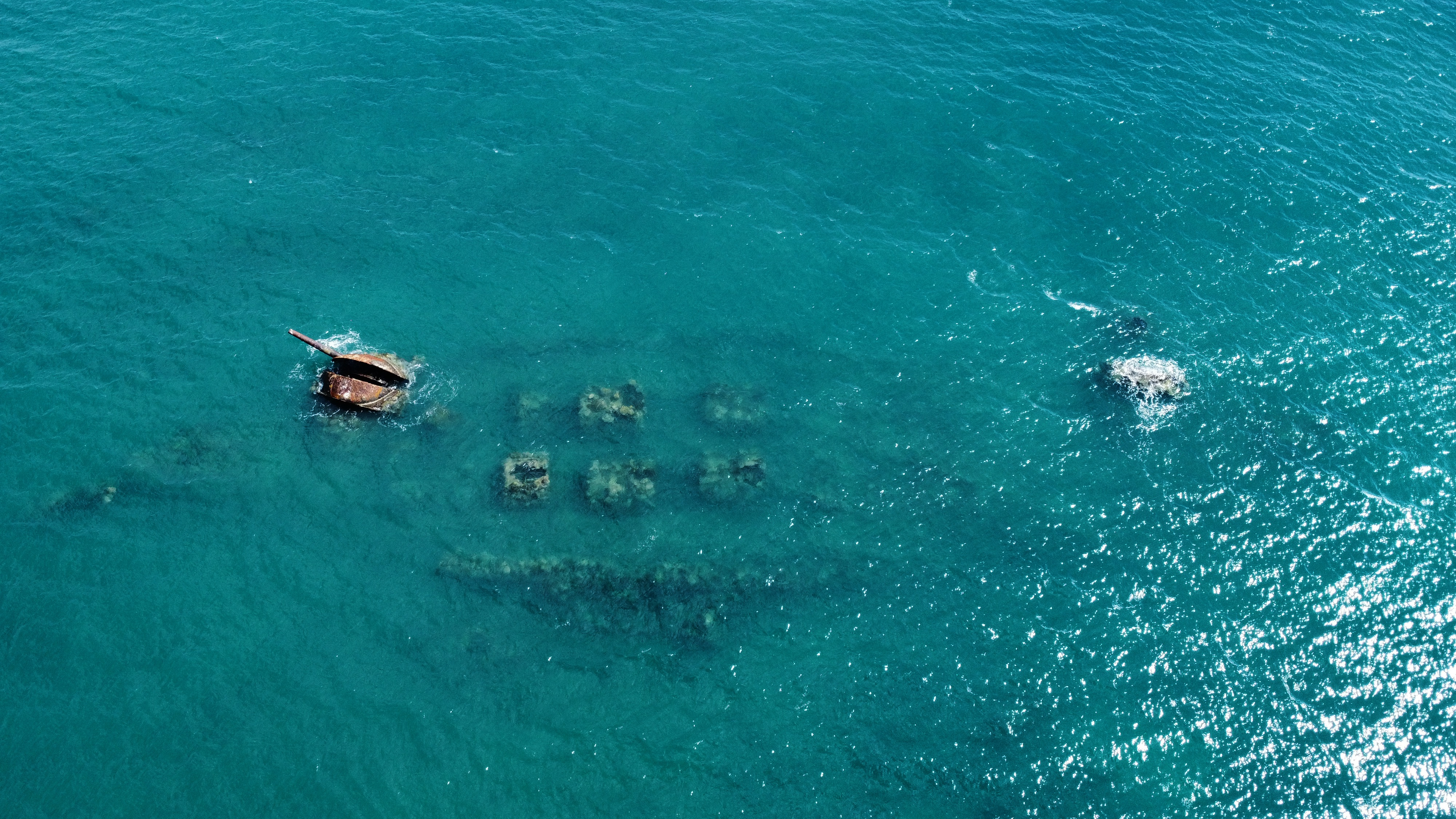
Vista aérea del pecio del crucero Vizcaya en la actualidad.
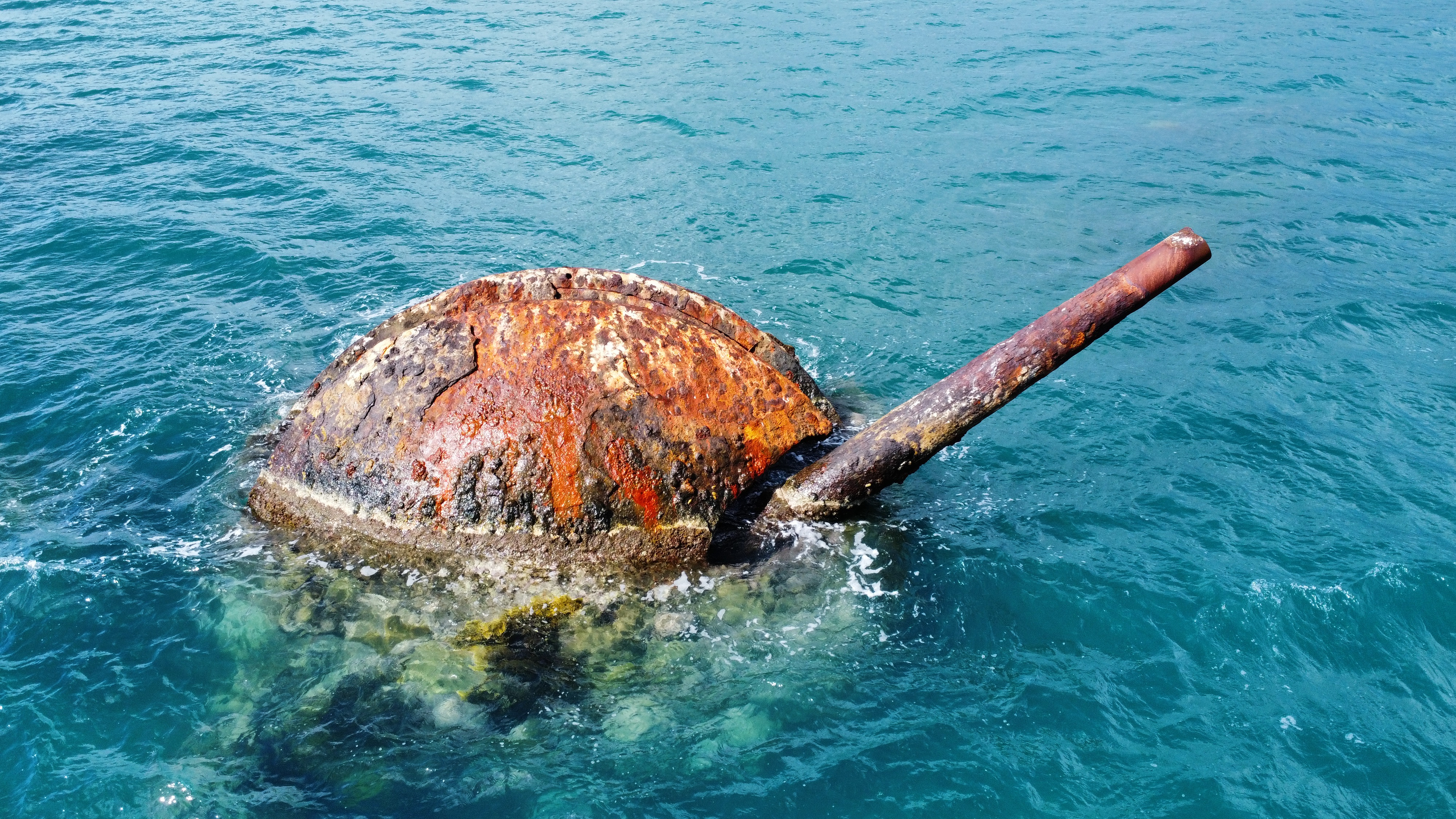
Cañón González Hontoria de 280 mm en el pecio del crucero Vizcaya.